# 小行星7573
小行星7573（7573 Basfifty）是一颗绕太阳运转的小行星，为主小行星带小行星。该小行星于1989年11月4日发现。

## 轨道参数
小行星7573的轨道半长轴为3.1017089 UA，离心率为0.169。